# Schloss Barby

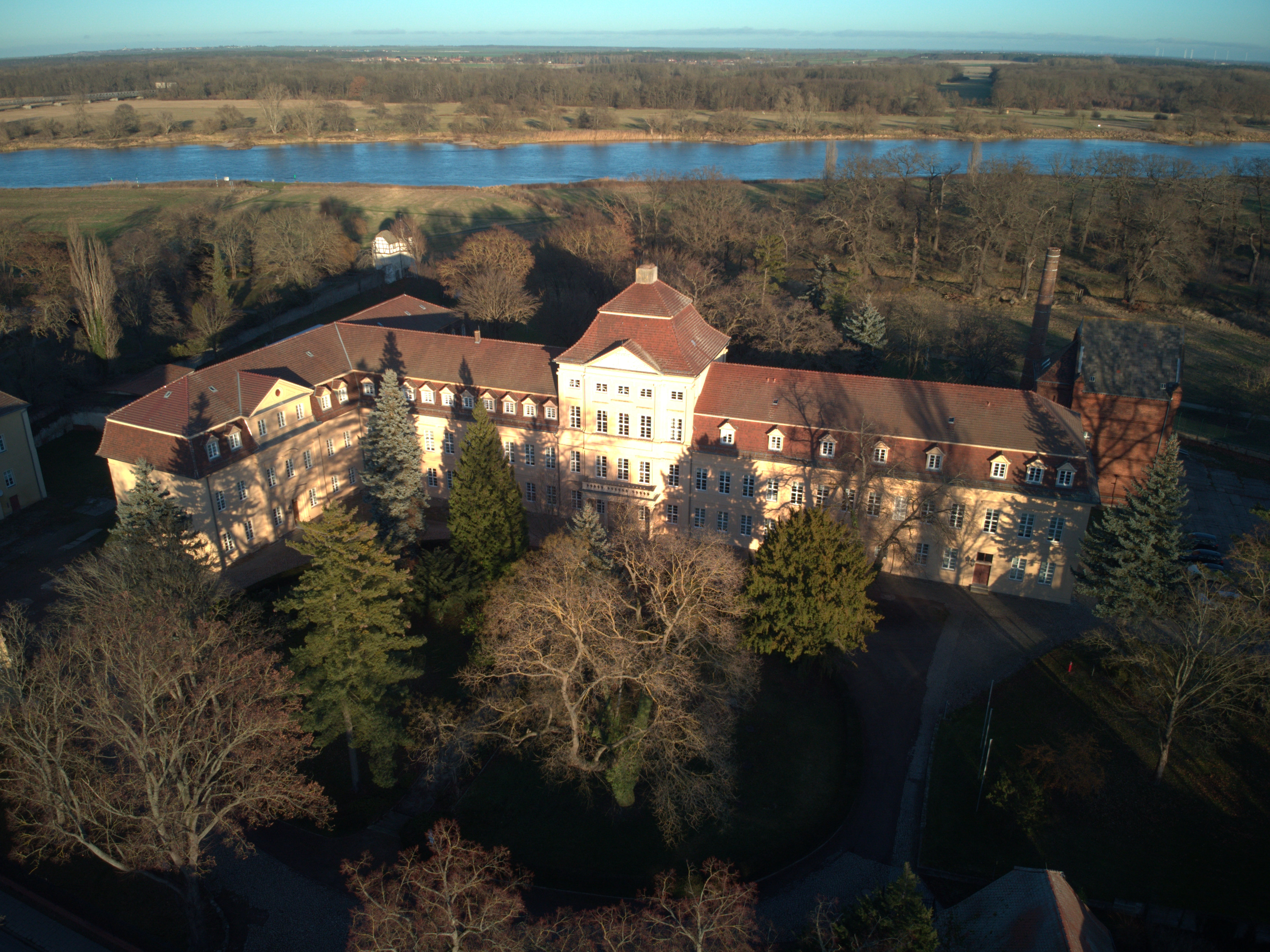
Schloss Barby im Luftbild von Westen

Das Schloss Barby ist eine barocke Schlossanlage in Barby, einer Stadt im Salzlandkreis in Sachsen-Anhalt, deren Ursprünge auf eine Grenzburg des 10. Jahrhunderts zurückgehen und die seit dem 17. Jahrhundert als Residenz diente. Vom 18. bis ins 20. Jahrhundert wurde sie als Bildungseinrichtung genutzt und beherbergt seit 1979 das Grundbucharchiv von Sachsen-Anhalt.

## Geschichte

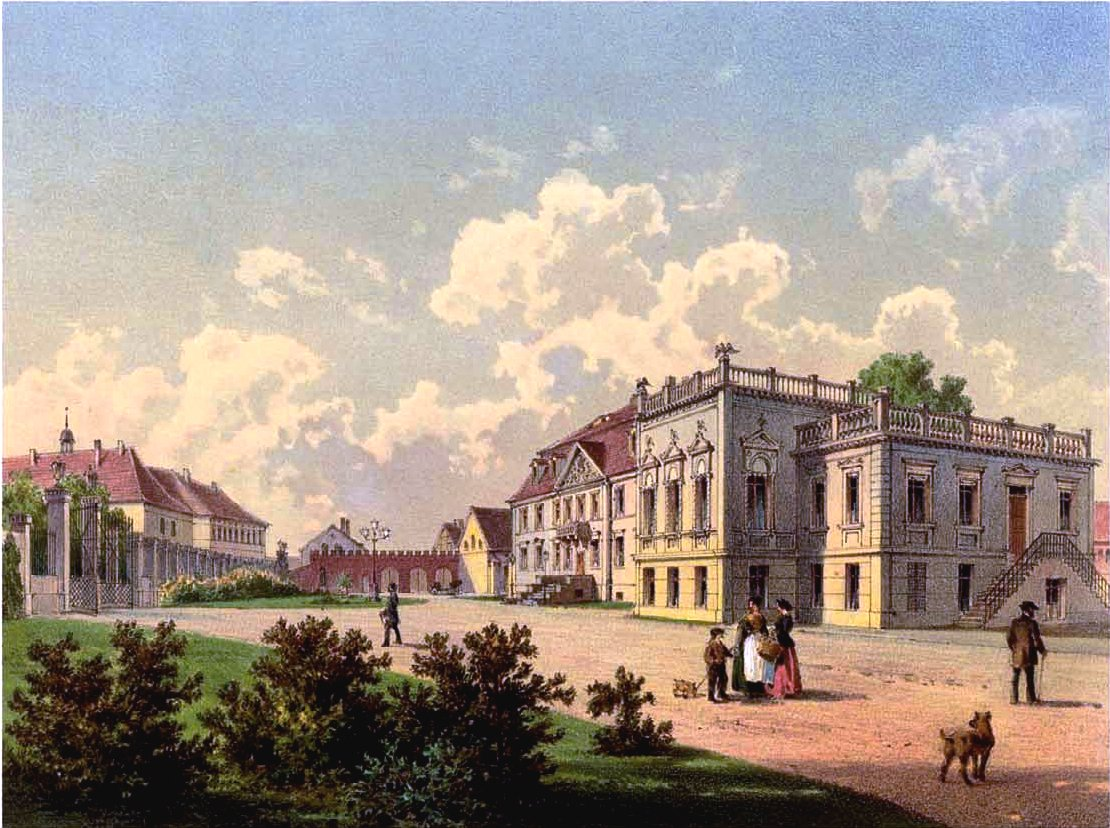
Schloss Barby nach 1868, Sammlung Duncker

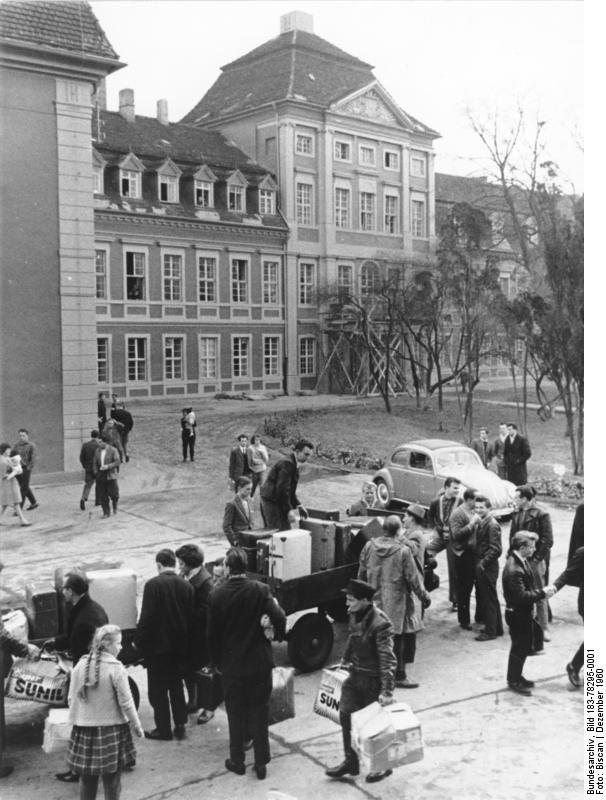
Schloss Barby 1960

Die Anfänge des Schlosses gehen bis in das 10. Jahrhundert zurück. In einer Urkunde von König Otto I. aus dem Jahr 961, mit der er seiner Schwester Mathilde, Äbtissin von Quedlinburg, Barby schenkte, wird erstmals eine Grenzburg in dem Ort erwähnt. Die Quedlinburger Äbtissin belehnte die Barbyer Herrschaft mit der Burg.
Als das Barbyer Grafengeschlecht 1659 ausstarb, ging das Lehen an Herzog August von Sachsen-Weißenfels; dessen Sohn Herzog Heinrich von Sachsen-Weißenfels ließ 1687 die alte Burg abtragen und an ihrer Stelle bis 1715 einen repräsentativen dreiflügligen Neubau im barocken Stil nach Plänen des kurfürstlich-brandenburgischen Oberbaudirektors Johann Arnold Nering errichten. 1737 fiel der Südflügel des Schlosses einem Brand zum Opfer und wurde nicht wieder aufgebaut.
Als 1746 das Herzogsgeschlecht Sachsen-Weißenfels ausstarb, pachtete die Evangelische Brüder-Unität das Schloss vom kursächsischen Staat und nutzte es bis 1808 u. a. als Sitz der Kirchenleitung und theologisches Seminar. Während der Zeit des französisch beherrschten Königreichs Westphalen ging das Schloss in dessen Besitz über und diente zeitweise als Lazarett. Infolge des Wiener Kongresses fiel Barby samt Schloss 1815 an den preußischen Staat. Nachdem das Schloss zunächst durch den Großagrarier Dietze als Getreidelager genutzt wurde, wurde es 1855 an den preußischen Staat verkauft und in ihm ein Lehrerseminar eingerichtet. 1917 wurde das Schloss erneut durch einen Brand beschädigt.
Nach dem Ende des Zweiten Weltkriegs beschlagnahmte die sowjetische Besatzungsmacht das Gebäude und nutzte es als Kaserne. Von 1959 bis 1979 war es Aufnahmelager für Umsiedler oder Rückkehrer aus der Bundesrepublik und Wohnheim für ausländische Gastarbeiter. 1979 wurde das Schloss zum Grundbucharchiv, zunächst für die gesamte DDR, später für Sachsen-Anhalt. Auf das Archiv wurde am 25. April 1993 ein Brandanschlag verübt, bei dem 400 laufende Meter Akten beschädigt wurden.
Das Schloss stellt sich nach der Sanierung von 2006 als eine langgestreckte zweigeschossige Anlage dar. Sie ist mit einem hohen ausgebauten Mansardenwalmdach gedeckt. Der dreieinhalbgeschossige Mittelbau ist mit Pilastern gegliedert und mit einem Dreiecksgiebel versehen. Ein Balkon ruht in Höhe des ersten Obergeschosses auf vier Säulen. Abgeschlossen wird der Mittelbau durch ein geschwungenes Mansarddach.